# Loet Mennes
Ludovicus Bernardus Maria (Loet) Mennes (5 juli 1934 − 15 februari 2018) was een Nederlands ontwikkelingseconoom.

## Biografie
Mennes studeerde economie in Rotterdam en promoveerde daar eind 1972 op Planning economic integration among developing countries. Vanaf 1 juli 1972 was hij lector ontwikkelingsprogrammering aan de Nederlandse Economische Hogeschool en in 1977 werd hij daar benoemd tot hoogleraar. Daarna werd hij directeur van het Nederlands Economisch Instituut waar hij al eerder werkzaam was. Vanaf 1988 was Mennes algemeen directeur van de Financieringsmaatschappij Ontwikkelingslanden; in die functie adviseerde hij onder andere ook de minister voor Ontwikkelingssamenwerking. In 1989 werd hij benoemd tot hoogleraar Internationale economie aan de Erasmus Universiteit Rotterdam.
In 1986 bracht een commissie onder zijn voorzitterschap voor het CDA een rapport uit onder de titel Wereldeconomie en ontwikkeling. Een christen-democratische bijdrage aan het denken over ontwikkelingssamenwerking en in 2001, ook voor het CDA onder zijn voorzitterschap, verscheen Ontwikkelingssamenwerking in de eenentwintigste eeuw. Daarnaast mederedigeerde hij verscheidene internationale handboeken over ontwikkelingssamenwerking. Hij co-redigeerde de feestbundel International trade and global development in 1991 voor Jagdish Bhagwati. Hij was tevens lid van de Adviesraad Internationale Vraagstukken en van de Sociaal-Economische Raad.
Prof. dr. L.B.M. Mennes overleed in 2018 op 83-jarige leeftijd.